# 勝田線
勝田線（かつたせん）は、かつて福岡県福岡市博多区の吉塚駅と、同県糟屋郡宇美町の筑前勝田駅とを結んでいた、日本国有鉄道（国鉄）の鉄道路線（地方交通線）である。1980年（昭和55年）の日本国有鉄道経営再建促進特別措置法（国鉄再建法）施行に伴い、翌年9月に第1次特定地方交通線に指定され、1985年（昭和60年）4月1日に全線が廃止された。

## 路線データ（廃止時）
- 管轄：日本国有鉄道
- 路線距離（営業キロ）：吉塚 - 筑前勝田 13.8 km（吉塚駅構内の1.5 kmで篠栗線と線路を共用）
- 軌間：1,067 mm
- 駅数：7駅（起点駅を含む）
- 複線区間：なし（全線単線）
- 電化区間：なし（全線非電化）
- 閉塞方式：タブレット閉塞式

## 歴史
元は沿線の糟屋炭田から産出される石炭輸送および宇美八幡宮参詣客の輸送のため筑前参宮鉄道（ちくぜんさんぐうてつどう）が敷設した鉄道路線で、1918年（大正7年）に末端部（宇美 - 筑前勝田間）が貨物線として開業、翌年5月20日に全線が開業し旅客営業を開始した。1942年（昭和17年）には、陸上交通事業調整法により九州電気軌道（現在の西日本鉄道）に合併され、同社の宇美線（うみせん）となったが、1944年（昭和19年）に戦時買収により同社の糟屋線（香椎線）とともに国有化され、勝田線となった。宇美駅は、香椎線・勝田線がそれぞれ別の駅施設を有していた。これは両線が元はそれぞれ別の私鉄として建設されたためで、勝田線の宇美駅は新宇美駅（後に上宇美駅に改称）として開業した別の駅であった。国有化された際に宇美駅として同じ駅名にまとめられたが、双方の宇美駅は約100 mほど離れており、廃止まで駅は統合されなかった。
宇美駅からさらに太宰府方面まで延伸して筥崎宮（福岡市東区）・宇美八幡宮・太宰府天満宮を結ぶ構想も存在した。これが、開業時に社名とされた「筑前参宮鉄道」の由来であった。だがこちらは実現せず未成線になった。
糟屋炭田から産出する石炭の輸送、特に下宇美駅に接続していた三菱鉱業勝田鉱業所専用線からの輸送が主立って賑わったが、1963年（昭和38年）に同炭鉱が閉山すると急速に衰退。その後、沿線は福岡市のベッドタウンとして宅地開発が進み、沿線人口は増加していたが、勝田線は1日6 - 7往復の水準での運行が続き、増発はされなかった。
車両も機関車こそ蒸気機関車からディーゼル機関車（DE10形式）に置き換えていたが、ドアが手動である旧型客車での運行も末期まで残っており、自動ドアないし半自動ドアが搭載された気動車への置き換えが完了したのは廃止間際であった。国鉄は減量ダイヤと称し、赤字路線については合理化のための本数削減を行っており、利便性向上のために増発されることなく廃線となった。
沿線では西鉄バスが勝田線に並行する県道68号線を通り天神・博多駅と勝田線沿線地域を直結する路線バスを1時間に3 - 5本程度の割合で運行しており、沿線住民の多くは利便性・機動性に優れたバスを利用していたため、勝田線の輸送量は回復せず、国鉄から廃線を提案されても沿線住民に大きな廃止反対運動が起こることもなく、沿線自治体による第三セクター鉄道への転換もなされかった。
そのため、国鉄のローカル線輸送に対する無為無策ぶり、事実上の破綻に陥った国鉄末期の支離滅裂な経営事情を示す実例としてしばしば引用される。松本典久は種村直樹の編集した著書『国鉄・JR 鉄道廃線カタログ』にて「起点・吉塚駅が福岡市中心部からわずか2kmに立地し、沿線も福岡市のベッドタウンや工場がある。仮に国鉄がちゃんとした（経営）策を講じていれば十分生き残ることができただろう」と指摘している。対照的に、廃止を免れた香椎線は分割民営化後に大幅な増発および接続路線との利便性向上を図り、沿線の発展も見られるほか、同じく福岡県内の特定地方交通線であった甘木線も、甘木鉄道への転換後は接続路線との利便性向上や駅の新設、積極的な増発を行い、乗客数・運賃収入を大きく伸ばし黒字化を達成した。
志免駅は新志免駅として開業し、傍らには元博多湾鉄道の志免駅（貨物駅）があり合併時に統合された。同駅には香椎線の貨物支線（旅石支線）が接続し、鹿児島本線・香椎線を含めて博多 - 吉塚 - 志免 - 酒殿 - 香椎 - 博多間でデルタ線を形成しており、一方向固定座席の客車時代の特急「かもめ」の方向転換（機関車は志免駅で付け替えて、推進は行わない）にも使用された。使用される三等客車が、10系のナハ11、ナハフ11形式に交換されたことでデルタ線による方向転換が廃止された。

### 年表
- 1918年（大正7年）9月19日 筑前参宮鉄道が貨物線として宇美 - 筑前勝田間 (2.8 km) を開業、宇美・筑前勝田の各貨物駅を開設[4]
- 1919年（大正8年）
  - 5月20日 吉塚 - 新宇美間 (10.6 km) を延伸開業し全通、新宇美 - 筑前勝田間 (2.8 km) で旅客営業を開始、上亀山・新志免の各駅を新設、宇美を新宇美に改称[5]
  - 10月12日 南里・下宇美の各停留場を新設
  - 12月1日 新宇美を上宇美に改称[6]
- 1925年（大正14年）10月15日 吉塚 - 上亀山間を改キロ (+0.4 km)
- 1932年（昭和7年）12月25日 田富・大谷の各停留場を新設
- 1936年（昭和11年） - 1937年（昭和12年）頃 下宇美駅を宇美八幡駅に改称
- 1941年（昭和16年）4月?日 御手洗駅を新設
- 1942年（昭和17年）
  - 9月19日 筑前参宮鉄道が陸上交通事業調整法で九州電気軌道に戦時合併し宇美線となる。博多湾鉄道汽船糟屋線（旅石支線）の志免駅を併合し、新志免駅を志免駅に改称
  - 9月22日 西日本鉄道に社名改称。
- 1944年（昭和19年）5月1日 戦時買収により国有化、吉塚 - 筑前勝田を勝田線とする[7]。南里・田富・大谷の各駅を廃止、上宇美駅を香椎線宇美駅に併合、宇美八幡駅を下宇美信号場に改める
- 1950年（昭和25年）1月10日 下宇美信号場を駅に昇格
- 1965年（昭和40年）10月1日 宇美 - 筑前勝田間 (2.8 km) の貨物営業を廃止
- 1981年（昭和56年）
  - 7月30日 志免 - 宇美間 (3.7 km) の貨物営業を廃止
  - 9月18日 第1次特定地方交通線として廃止承認
- 1985年（昭和60年）
  - 1月1日 吉塚 - 志免間 (7.3 km) の貨物営業を廃止。
  - 4月1日 全線 (13.8 km) を廃止し、西日本鉄道のバス路線へ転換[1]。

## 車両と運用
旅客列車
当線は、廃止直前のダイヤ改正で全車気動車化されるまでは、DE10形式内燃ディーゼル機関車牽引による客車列車が運用に着いていたことが特筆される。晩年に使用された客車は、竹下客車区所属のスハ43、スハフ42、オハ46、オハ47の各形式が使用されていた。古くはスハフ32、スハ32、オハフ33、オハ35、オハ31等も蒸気機関車C12形式等の牽引で使われていた。気動車はキハ17系、キハ20系、キハ45系、キハ35系のほかに急行用のキハ55系、キハ58系、キハ65形も入線し冷房車も入って来ていた。晩年に新車としてキハ47形も入線したが、運行本数が以前の貨物列車が多く運行されていた当時のままで、増便がされず一日の運転本数は全線通し列車が5 - 6往復と、吉塚 - 志免間の区間列車1往復と、非常に少なかった。
貨物列車
当線は、南部糟屋炭田の中小炭鉱と、宇美町で操業していた、三菱鉱業勝田鉱業所から産出していた石炭の輸送を行っていた。下宇美駅から三菱鉱業勝田鉱業所専用線が接続されていた。沿線で大手の炭鉱は志免駅の目の前に操業していた、海軍炭鉱（後の国鉄志免炭鉱）が所在していたが、この炭鉱での産出された石炭は、香椎線の旅石支線で輸送しており、勝田線での輸送は行われていなかった。始めから、博多湾鉄道が輸送の設備を整備していた関係で、勝田線の線路へ貨物列車を出発させられるような線路配置にはなっておらず、連絡の大亘り線が一箇所繋がっていただけであったので無理であった。旅石駅からの線路が、酒殿駅へ向かうように敷設されており、酒殿駅の方から選炭場の下を通り、大亘りと旅石駅方面へ別れ、大亘りを抜けて勝田線の線路へ入るが、志免駅の旅客ホームから宇美駅方の側線へ入ることができる。そこで前後逆に吉塚駅方へ出発させられる。この線路を利用して、座席が固定されていた電車化前の特急列車の客車の向きを変える三角線として利用された。
貨車は2軸の底開き式の石炭専用車の、セム1000形、セム8000形、セムフ1000形、セラ1形、セフ1形等のほか、北海道から転属してきた大形の2軸ボギー台車を使った側開き式の石炭専用車セキ3000形、セキ6000形等が使用されていた。車体には黄色の帯が入れられ、形式に小さなロの文字が添えられた（ロセキ/ロセラ/ロセフ）、最高速度65km/h制限車であった。北海道では道内専用と記されていた。

## 駅一覧
接続路線の事業者名は、勝田線廃止時。全駅福岡県に所在。
| 駅名       | 駅間キロ | 営業キロ | 接続路線                         | 所在地       |
| ---------- | -------- | -------- | -------------------------------- | ------------ |
| 吉塚駅     | -        | 0.0      | 日本国有鉄道：鹿児島本線・篠栗線 | 福岡市博多区 |
| 御手洗駅   | 3.4      | 3.4      |                                  | 糟屋郡志免町 |
| 上亀山駅   | 1.1      | 4.5      |                                  | 糟屋郡志免町 |
| 志免駅     | 2.8      | 7.3      | 香椎線貨物支線（旅石支線）       | 糟屋郡志免町 |
| 下宇美駅   | 2.9      | 10.2     |                                  | 糟屋郡宇美町 |
| 宇美駅     | 0.8      | 11.0     | 日本国有鉄道：香椎線             | 糟屋郡宇美町 |
| 筑前勝田駅 | 2.8      | 13.8     |                                  | 糟屋郡宇美町 |

吉塚 - 御手洗、上亀山 - 志免間で粕屋町を通っていたが、駅はなかった。

## 輸送実績
| 年度 | 乗車人員（人） | 発送貨物 石炭（トン） |
| ---- | -------------- | --------------------- |
| 1952 | 1,365,078      | 604,559               |
| 1955 | 1,227,136      | 611,820               |
| 1960 | 1,062千        | 424,484               |
| 1963 | 616千          | 200,036               |

- 福岡県統計年鑑各年度版

## 代替交通
現在は西鉄バス宇美営業所の34番がほぼ同区間（勝田線と重なる区間は吉塚駅東口 - 御手洗 - 亀山 - 志免 - 下宇美までが全便、一部の便が旧宇美駅そばの上宇美まで、また勝田まで運行）を1時間に3本程度の頻度で運行している。また、32番も一部の便で大濠公園 - 天神 - 蔵本 - 博多バスターミナル - 豊二丁目 - 亀山 - 志免 - 宇美八幡前 - 原田橋の系統で運行している。なお以前は同営業所の35番（天神 - 吉塚駅前 - 箱崎駅 - 筥松 - 下臼井 - 鏡 - 亀山 - 志免 - 宇美八幡 - 勝田 - 原田橋 - 只越口）も走っていたが廃止された。いずれの路線とも、勝田線廃止以前から多数の便が運行されており、勝田線廃止に伴い新たに設定された路線はない。そのため、国からの赤字補助も行われなかった。また、福岡市営地下鉄空港線が福岡空港駅まで延伸された1993年（平成5年）以降は、福岡空港駅でバスと地下鉄を乗り継いで移動する者も多い（志免・宇美両町と福岡空港の間にもバス路線が新設されている。以前より運行されていた福岡空港経由で、博多駅、天神駅、大濠公園駅まで直通する便もある）。

## 廃線後の線路跡の現況
勝田線は山陽新幹線をくぐった直後まで篠栗線と線路を共用し（吉塚駅から別線であった時代もあった）、そこで分岐してからもしばらくは篠栗線と完全に並行していた。その区間は現在でも路盤がほぼそのまま残っている。一部は保線機械留置用の線路に転用された。また篠栗線と離れ始める位置には篠栗線柚須駅が新設され、用地の一部には勝田線跡が使われた。
そこから御手洗駅までは遊歩道の一部や、隣接した店舗などの敷地の一部などに転用されている。
志免・宇美両町内の区間は、大半が遊歩道として整備されている。
御手洗、上亀山、志免の各駅跡は公園となり、特に志免駅跡はプラットホームや線路、信号機などが保存され、勝田線現役時代の写真なども展示された志免鉄道記念公園として整備されている（ただし中央には道路が横断している）。御手洗駅跡の公園はその駅跡を示すものはないが、上亀山駅跡の公園は「上亀山駅跡公園」の表示がある。
また1944年（昭和19年）に廃止された南里駅跡も「南里駅跡公園」となっており、近くを通る主要地方道福岡東環状線には「南里駅前」という交差点がある。田富駅跡は志免町立志免東中学校南側に位置し、遊歩道が2本に平行分岐し広くなっている。2本は高低差があり、志免駅方分岐付近に信号機のコンクリート台座が残されている。大谷駅の跡は確認することができない。
粕屋町内の区間はイオンモール福岡の駐車場となっており、路線跡を確認することはできない。その前後も遊歩道もしくは近隣住宅地の道路として舗装されている。
下宇美駅跡はホームが現存し、駅跡を示す説明板の入ったモニュメントが立っており、その前が西鉄バスの下宇美停留所になっている。香椎線の宇美駅前はこの廃線跡を利用して駐車場などに整備されているが、勝田線の宇美駅跡は位置が分かり難くなっている。筑前勝田駅跡は公園になっており、西鉄バスの勝田停留所が隣接しているが、駅跡を示すものは何もない。

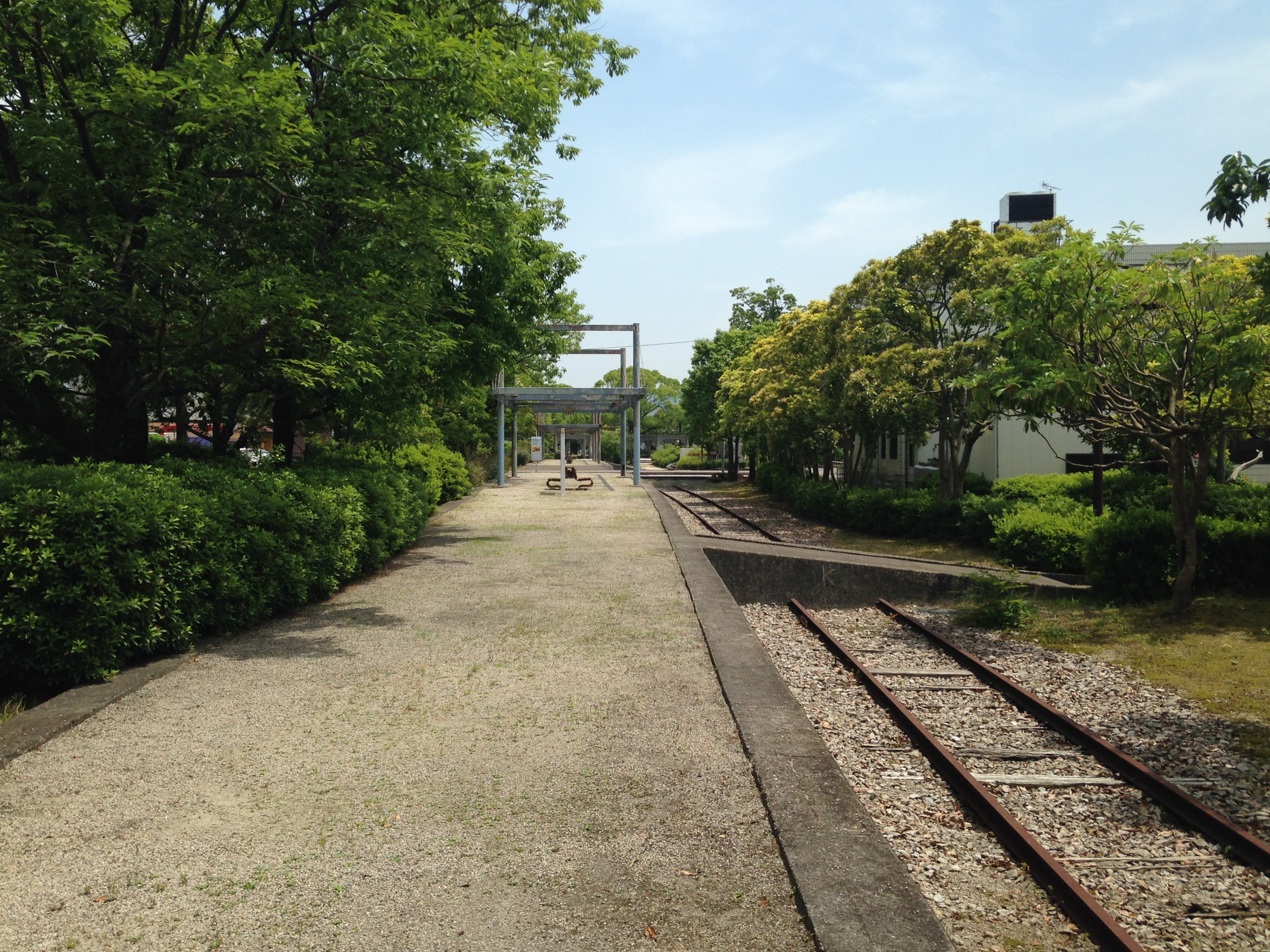
志免駅跡 志免鉄道記念公園
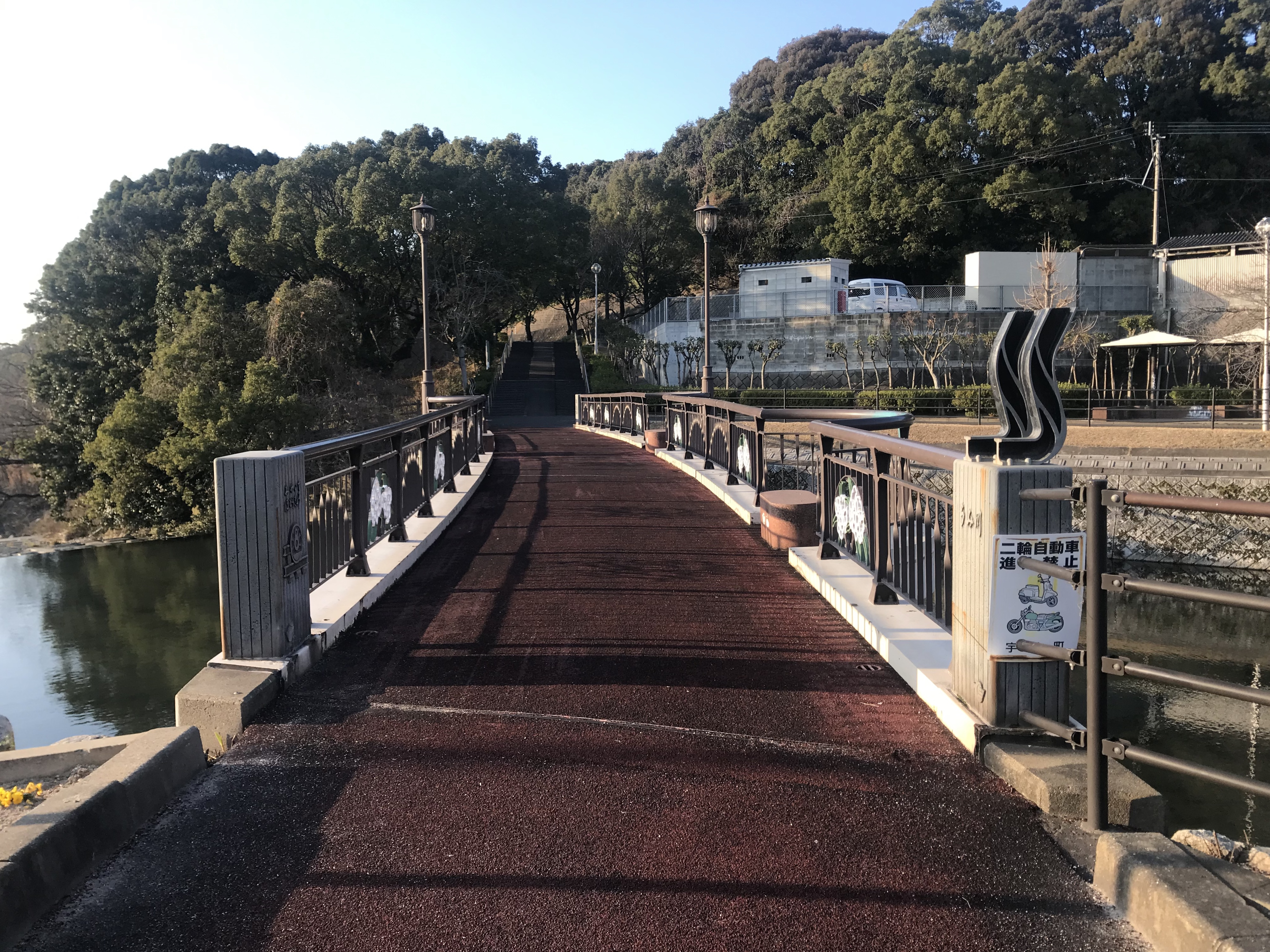
宇美町内の宮井手歩道橋（旧宇美川橋梁）。遊歩道として整備されている。
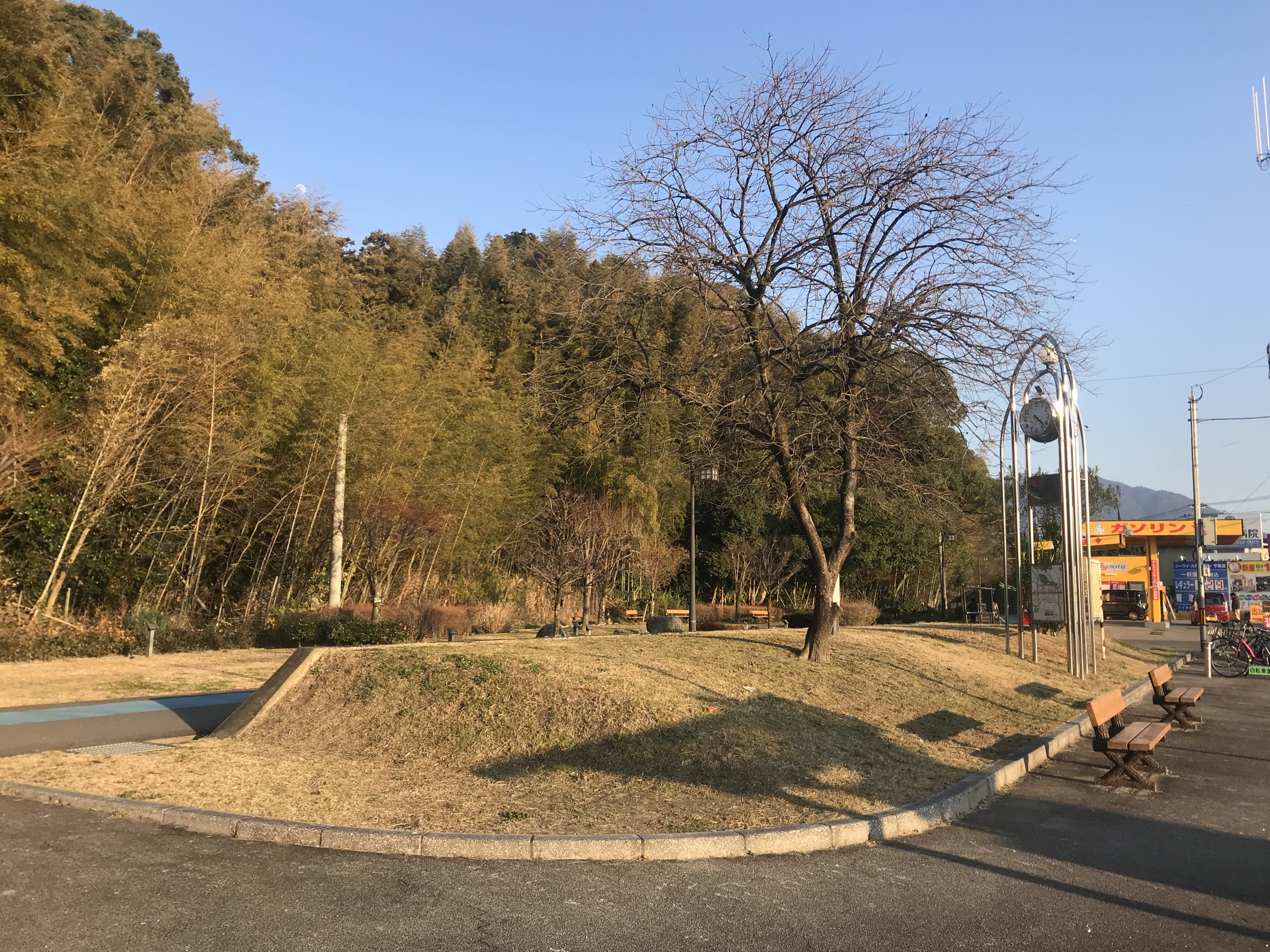
下宇美駅跡